# Robledo del Mazo
Robledo del Mazo é um município da Espanha na província de Toledo, comunidade autónoma de Castilla-La Mancha, de área 136,71 km² com população de 399 habitantes (2006) e densidade populacional de 3,34 hab/km².

## Demografia
| Variação demográfica do município entre 1991 e 2004 | Variação demográfica do município entre 1991 e 2004 | Variação demográfica do município entre 1991 e 2004 | Variação demográfica do município entre 1991 e 2004 |
| --------------------------------------------------- | --------------------------------------------------- | --------------------------------------------------- | --------------------------------------------------- |
| 1991                                                | 1996                                                | 2001                                                | 2004                                                |
| 567                                                 | 538                                                 | 476                                                 | 457                                                 |